# Comuna Trohizbenka, Sloveanoserbsk
Trohizbenka (în ucraineană Трьохізбенка) este o comună în raionul Sloveanoserbsk, regiunea Luhansk, Ucraina, formată din satele Kreakivka, Orihove-Donețke și Trohizbenka (reședința).

## Demografie
Componența lingvistică a comunei Trohizbenka
     Rusă (96,15%)
     Ucraineană (3,7%)
     Alte limbi (0,06%)
Conform recensământului din 2001, majoritatea populației comunei Trohizbenka era vorbitoare de rusă (96,15%), existând în minoritate și vorbitori de ucraineană (3,7%).